# Ciência das superfícies
A ciência das superfícies é o estudo dos fenômenos físicos e químicos que ocorrem na interface de duas fases, incluindo interfaces sólido-líquido, sólido-gás, sólido-vácuo, líquido-gás. É uma ciência interdisciplinar com campos sobrepostos da química de superfícies e física de superfícies. Como ciência é um subcampo da ciência dos materiais.

## Química de superfícies
A química de superfícies pode ser definida, vagamente, como o estudo das reações químicas que ocorrem nas interfaces. Esta ciência é particularmente importante para o estudo das reações químicas catalisadas.
Estas reações desempenham um papel fundamental e importantíssimo na viabilidade econômica em muitas operações industriais, tais como a produção de fertilizantes sintéticos.
Este campo científico é importante para a indústria química e permite o entendimento de diversos processos químicos de grande aplicação prática, como o ferro oxida-se, como as células combustíveis funcionam e podem ser aperfeiçoadas, como os catalisadores de veículos de combustão interna podem ter sua eficiência otimizada.
Através da química de superfícies pode-se explicar a destruição da camada de ozônio, porque as etapas básicas na reação ocorrem predominantemente nas superfícies de pequenos cristais de gelo na estratosfera.
A indústria de semicondutores é outra área que depende dos conhecimentos gerados pelos modelos e dados produzidos pela química de superfícies.

### História
A moderna ciência da química de superfícies começou a emergir a partir dos anos 1960 devido aos processos desenvolvidos na indústria de semicondutores. Gerhard Ertl foi um dos primeiros pesquisadores a visualizar o potencial dessas novas técnicas. Ele desenvolveu paulatinamente uma metodologia para a química de superfícies demonstrando como diferentes procedimentos experimentais podem ser usados para propiciar um entendimento completo de uma reação de superfície. Por este trabalho, recebeu o Prêmio Nobel de Química de 2007.

### Técnicas experimentais
Na aplicação de semicondutores, esta ciência exige avançados equipamentos laboratoriais de alto vácuo, já que o objetivo é observar como as camadas individuais de átomos e moléculas e como se comportam na superfície de um metal extremamente puro, por exemplo.
Deve por tais providências consequentemente ser possível determinar exatamente qual elemento químico é incorporado no sistema em estudo. As contaminações dificultam essas medições. A posterior aquisição de um quadro completo das reações exige uma grande precisão e uma combinação de muitas diferentes técnicas experimentais.

## Física de superfícies
A física de superfícies estuda as alterações físicas que ocorrem nas interfaces. Alguns dos aspectos que estuda este ramo da física incluem as reconstruções superficiais; as transições electrônicas plasmons e acústicas nas superfícies fônons; a epitaxia; a emissão electrônica (emissão beta); o tunelamento eletrônico; a espectroscopia Raman amplificada por superfície; a formação de nanoestruturas.